# Щавник (Новосондецький повіт)
Щавник (пол. Szczawnik) — село в Польщі, на Лемківщині, у гміні Мушина Новосондецького повіту Малопольського воєводства.
Населення — 874 особи (2011).

## Розташування
Село розміщене на берегах потоку Щавник — правої притоки Попраду, на схилах хребта Яворини. Знаходиться на території Попрадського ландшафтного парку.

## Історія

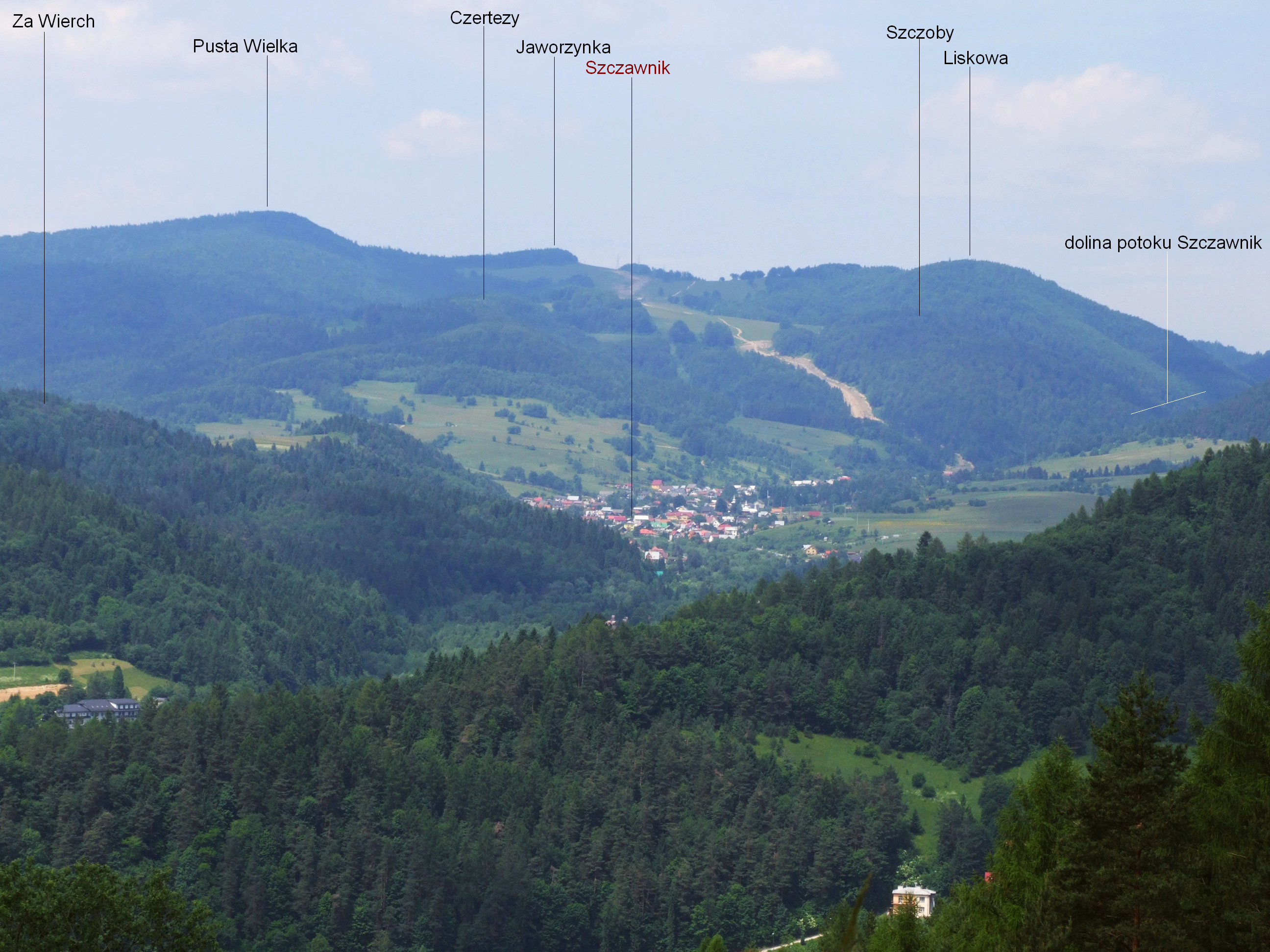
Загальний вигляд села

Король Ягайло з королевою Ядвігою в 1391 р. грамотою надав краківському єпископові Іоаннові маєтком, включно з селом Щавник. На думку о. Юліяна Никоровича ці села т. зв. «мушинського ключа» існували з часів Галицько-Волинського князівства і підпали в 1340 р. під панування Польщі за короля Казимира Великого.
Село Щавник закріпачене в 1575 році, ймовірно за волоським правом. Це закріпачення русинського (українського) населення Лемківщини з використанням волоського права польські історики сміховинно трактують як «волоську колонізацію».
З листопада 1918 по січень 1920 село входило до складу Лемківської Республіки. В селі була москвофільська читальня імені Качковського.
До середини XX ст. в регіоні переважало лемківсько-українське населення. У 1939 році з 670 жителів села — 665 українців і 5 євреїв. До 1945 р. в селі була греко-католицька церква парафії Злоцьке Мушинського деканату (до 1809 р. у Щавнику була самостійна парафія), метрики велися з 1784 р.
Після Другої світової війни Лемківщина, попри сподівання лемків на входження в УРСР, була віддана Польщі, а корінне українське населення примусово-добровільно вивозилося в СРСР. Згодом, у період між 1945 і 1947 роками, в цьому районі тривала боротьба між підрозділами УПА та радянським військами. Ті, хто вижив, 1947 року під час Операції Вісла були ув'язнені в концтаборі Явожно або депортовані на понімецькі землі Польщі.

## Пам'ятки
В селі збереглася церква святого Димитрія з 1841 року (ймовірно на місці давнішої церкви, яка існувала ще до 1624 року), після 1947 року перетворена на костел. У церкві знаходяться іконостас зламу XVIII—XIX ст. і два бічні вівтарі з 1729 р. З XVII ст. походить ікона Спаса Вседержителя. З того ж часу походить ікона святого Архангела Михаїла, перенесена з церкви до музею в Новому Сончі. На одній із церковних веж є дзвін з 1707 року.
Також у селі збереглися зрубні дерев'яні полемківські комори.

## Демографія
Демографічна структура станом на 31 березня 2011 року:
|          | Загалом | Допрацездатний вік | Працездатний вік | Постпрацездатний вік |
| -------- | ------- | ------------------ | ---------------- | -------------------- |
| Чоловіки | 453     | 112                | 313              | 28                   |
| Жінки    | 421     | 83                 | 266              | 72                   |
| Разом    | 874     | 195                | 579              | 100                  |